# Sven Möller
Sven Magnus Möller, född 12 december 1931 i Stockholm, är en svensk målare och tecknare. 
Han är son till Sigurd Möller och Isabelle Jeanne Louise Ressot och från 1955 gift med Mona Södersten. Möller studerade vid Konsthögskolan 1951-1956 och under en vistelse i Paris samt under studieresor till Grekland, Turkiet och Egypten. Tillsammans med sin far ställde han ut på Lorensbergs konstsalong i Göteborg och på Borås konstmuseum 1956. Separat ställde han ut på Kalmar läns museum 1958. Hans konst består av porträtt och figurkompositioner utförda i olja, tempera eller akvarell.  